# تيريزا لوبيز
تيريزا لوبيز (بالإنجليزية: Teresa López)‏ هي مصورة أمريكية، ولدت في 1957.